# Clitocybe elegantula
Clitocybe elegantula är en svampart som beskrevs av J. Favre 1960. Clitocybe elegantula ingår i släktet Clitocybe och familjen Tricholomataceae.   Inga underarter finns listade i Catalogue of Life.